# Aneta Sitek
Aneta Edyta Sitek – polska biolog, doktor habilitowany nauk biologicznych.

## Życiorys
W 1997 r. ukończyła studia biologiczne na Uniwersytecie Łódzkim, w 2002 r. obroniła pracę doktorską pt. Antropometryczna ocena rozwoju głowy u dzieci i młodzieży z zespołem I i II łuku skrzelowego, której promotorem była prof. Julia Kruk-Jeromin, w 2014 r. habilitowała się na podstawie pracy zatytułowanej Czynniki warunkujące wewnątrzpopulacyjną zmienność konstytutywnej pigmentacji skóry i włosów u dzieci odmiany białej w okresie przedpokwitaniowym. 
Została zatrudniona na Uniwersytecie Łódzkim, oraz należy do Komisji do spraw Stopni Naukowych Dyscypliny – Nauk Biologicznych UŁ.